# Río Agrio

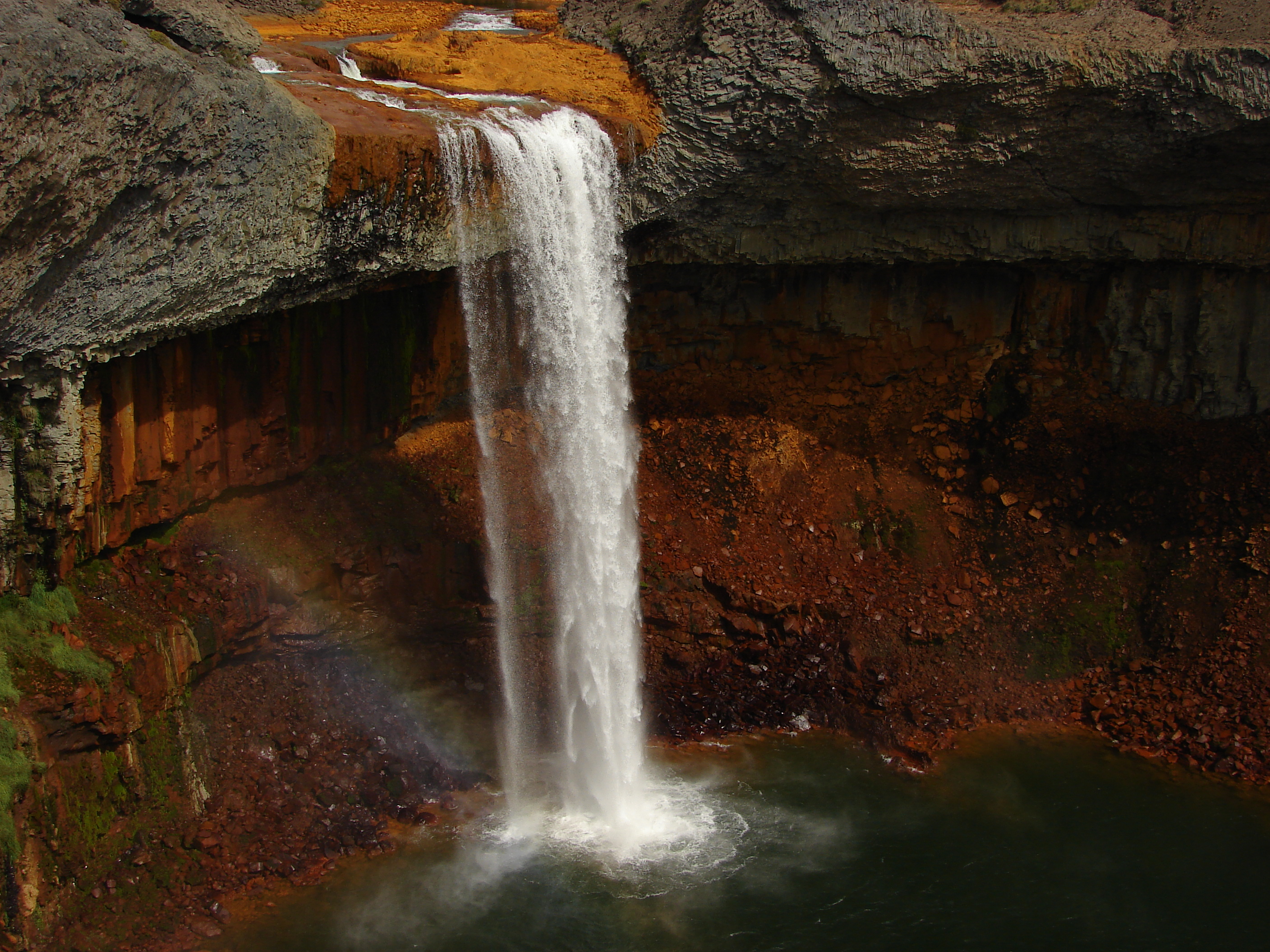
Cascada Salto del Agrio.

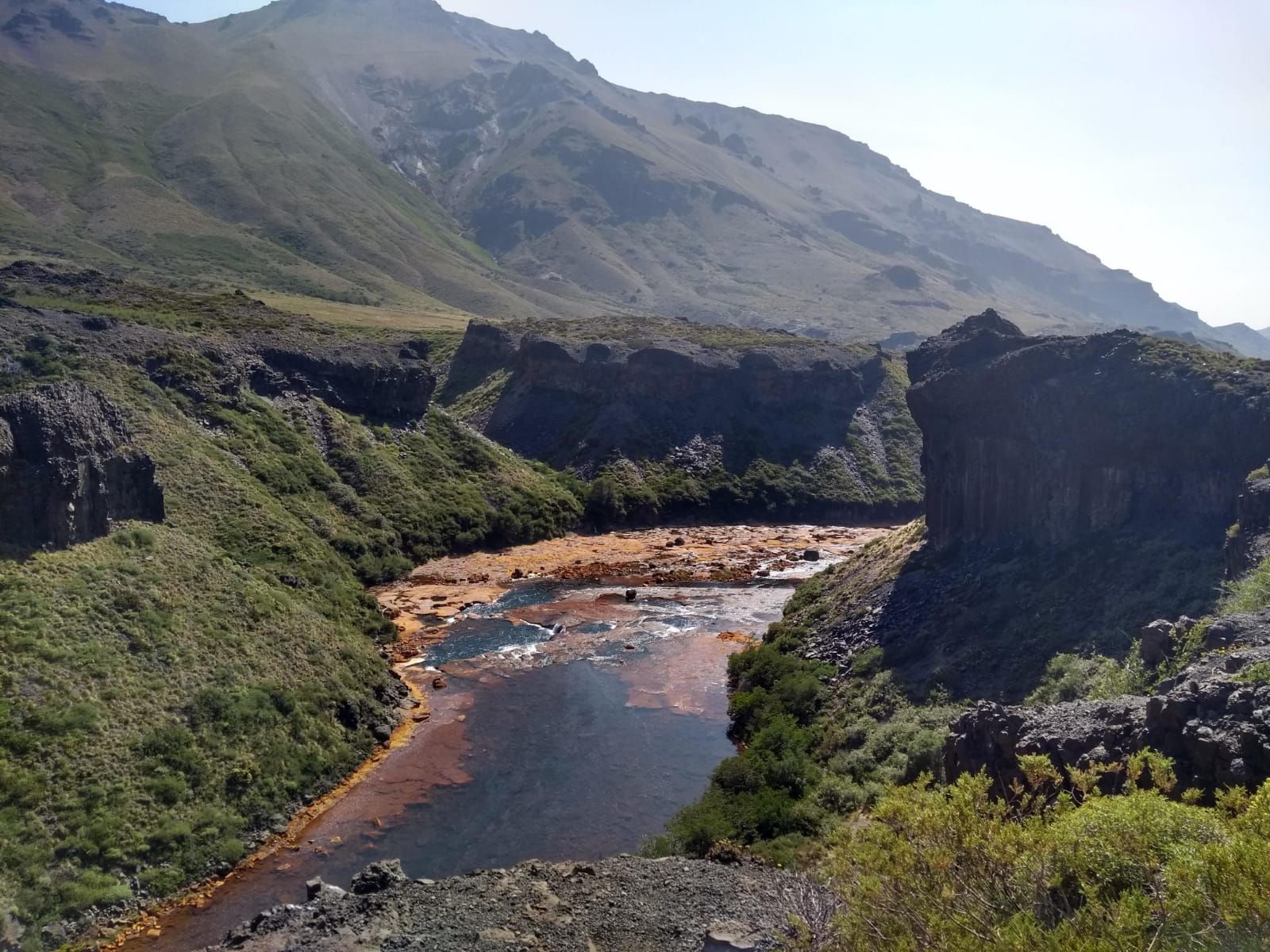

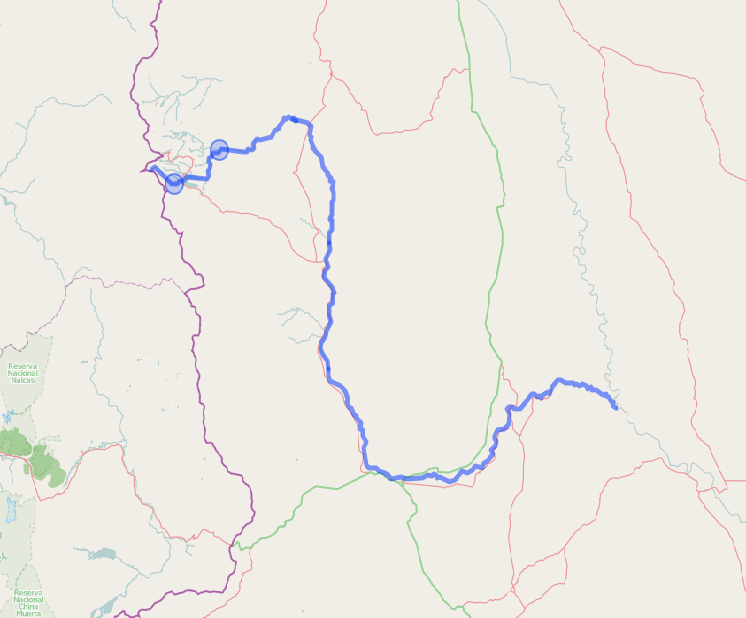
Curso del Río Agrio.

El Agrio es un río de la provincia del Neuquén en la Argentina, y uno de los principales afluentes del río Neuquén que luego de atravesar toda la provincia se une con el río Limay formando el Río Negro.

## Curso
Nace en el Volcán Copahue y en su curso descendente deja siete cascadas entre rocas y araucarias dando un paisaje único. Al llegar a la meseta, forma el lago Caviahue. El río Agrio es también el efluente de este lago, y a pocos kilómetros de su desembocadura da un salto espectacular denominado Cascada del Agrio. En su curso recorre varios pueblos, para luego desembocar definitivamente en el río Neuquén.

### Río Agrio Superior
Es la zona comprendida desde sus nacientes, en el volcán Copahue, hasta el lago Caviahue. Sus aguas tienen un color blanquecino y turbio, de aspecto lechoso, por su gran contenido de ácido sulfúrico; su gusto es agrio como el jugo del limón.
El paisaje a su alrededor es de montañas rocosas de basalto piramidal, tapizadas con el árbol llamado araucaria, o alternativamente pehuén en idioma tribal. Es una zona de excelencia en el turismo de la Provincia del Neuquén; allí se localiza la estación de esquí denominada Caviahue-Copahue, que ofrece sus pistas de esquí y el termalismo por la calidad de sus aguas mineralizadas con hierro, azufre y sulfuros.
En la zona existen géiseres que dan un vapor muy utilizado por las aplicaciones medicinales que ofrece la terma.

### Río Agrio Inferior
Es la zona comprendida desde la salida del lago Caviahue hasta la desembocadura en el río Neuquén, tiene un trayecto de aproximadamente 400 km en el que va recibiendo aguas de arroyos de mediana importancia, destacándose el Arroyo Yumu Yumu, el Arroyo Codihue, el Arroyo Hualcupén y el Arroyo Huarenchenque, en sus costas se han realizado muchos asentamientos poblacionales, pudiéndose citar a Loncopué, Las Lajas , Bajada del Agrio, Agrio del Medio y Quili Malal. En el encuentro con el Neuquén, se ha proyectado hacer una usina hidroeléctrica llamada Chihuido, obra de mucha importancia para los Neuquinos y para la República Argentina.